# Вулиця Симонка (Севастополь)
Вулиця Симонка (крим. Sımonka soqaq) — вулиця в Нахімовському районі Севастополя, розташована на Північній стороні.

## Опис
Бере свій початок на перетині кількох вулиць: Челюскінців, Ціолковського та Леваневського, закінчується поряд із вулицею Загороднянською на Радіогірці.
Протяжність вулиці з півдня на північ 500 метрів, із заходу на схід — 1,7 кілометра.
Забудована як приватними одноповерховими будинками, так і багатоповерхівками.
Названа на честь Володимира Полікарповича Симонка, що загинув у 1942 році при обороні Севастополя, серед будинків встановлено пам'ятник.